# Buena Vista, Landero y Coss
Buena Vista är en ort i Mexiko.   Den ligger i kommunen Landero y Coss och delstaten Veracruz, i den sydöstra delen av landet, 240 km öster om huvudstaden Mexico City. Buena Vista ligger 1 978 meter över havet och antalet invånare är 381.
Terrängen runt Buena Vista är kuperad söderut, men norrut är den bergig. Runt Buena Vista är det ganska tätbefolkat, med 100 invånare per kvadratkilometer. Närmaste större samhälle är Banderilla, 17,9 km sydväst om Buena Vista. I omgivningarna runt Buena Vista växer huvudsakligen savannskog.